# هنري بريتون
هنري بريتون (بالإنجليزية: Henry Britton)‏ هو صحفي أسترالي، ولد في 24 يناير 1843، وتوفي في 21 فبراير 1938.